# Вулиця Полупанова (Євпаторія)
Вулиця Полупанова  (рос. улица Полупанова) — вулиця в Євпаторії, Автономна Республіка Крим. Названа на честь учасника встановлення радянської влади в Україні, радянського військового діяча Андрія Полупанова.

## Розташування
Починається на морському узбережжі, поблизу санаторію ім. Н. К. Крупської, прямує на північ, закінчується переходом у вулицю 60-річчя ВЛКСМ на перетині з вулицею Некрасова.
Перетинається з проспектом Леніна, вулицями Маяковського, Київською, Горького, Кірова, Пушкіна, Дємишева та Радянським провулком.
Довжина вулиці — 2100 метрів.

## Історія
Раніше вулиця мала назву «6-а Лінія».

## Установи
- Пансіон «Гостьовий дім «Пурпурові вітрила» — буд. № 25 А
- Відділення поштового зв'язку № 7 м. Євпаторія — буд. № 40[1]

## Транспорт
На вулиці курсує трамвай: рейки прокладені на ділянці від вулиці Маяковського і до кінця вулиці.
Маршрут № 1 (Вулиця Симферопольська — Супутник-2) виходить на вулицю з проспекту Леніна, маршрут № 2 (літній, Міський театр — Лиман) — з вулиці Маяковського.
Вулиця має й автобусне сполучення — курсують маршрути № 3, 9, 10.